# Бодяк перекрёстнопарный
Бодяк перекрёстнопарный (лат. Cirsium decussatum) — двулетнее травянистое растение, вид семейства астровых (Asteraceae), распространенный в юго-восточной Европе. В научной литературе встречается под синомичным названием бодяк польский (лат. Cirsium polonicum).

## Описание

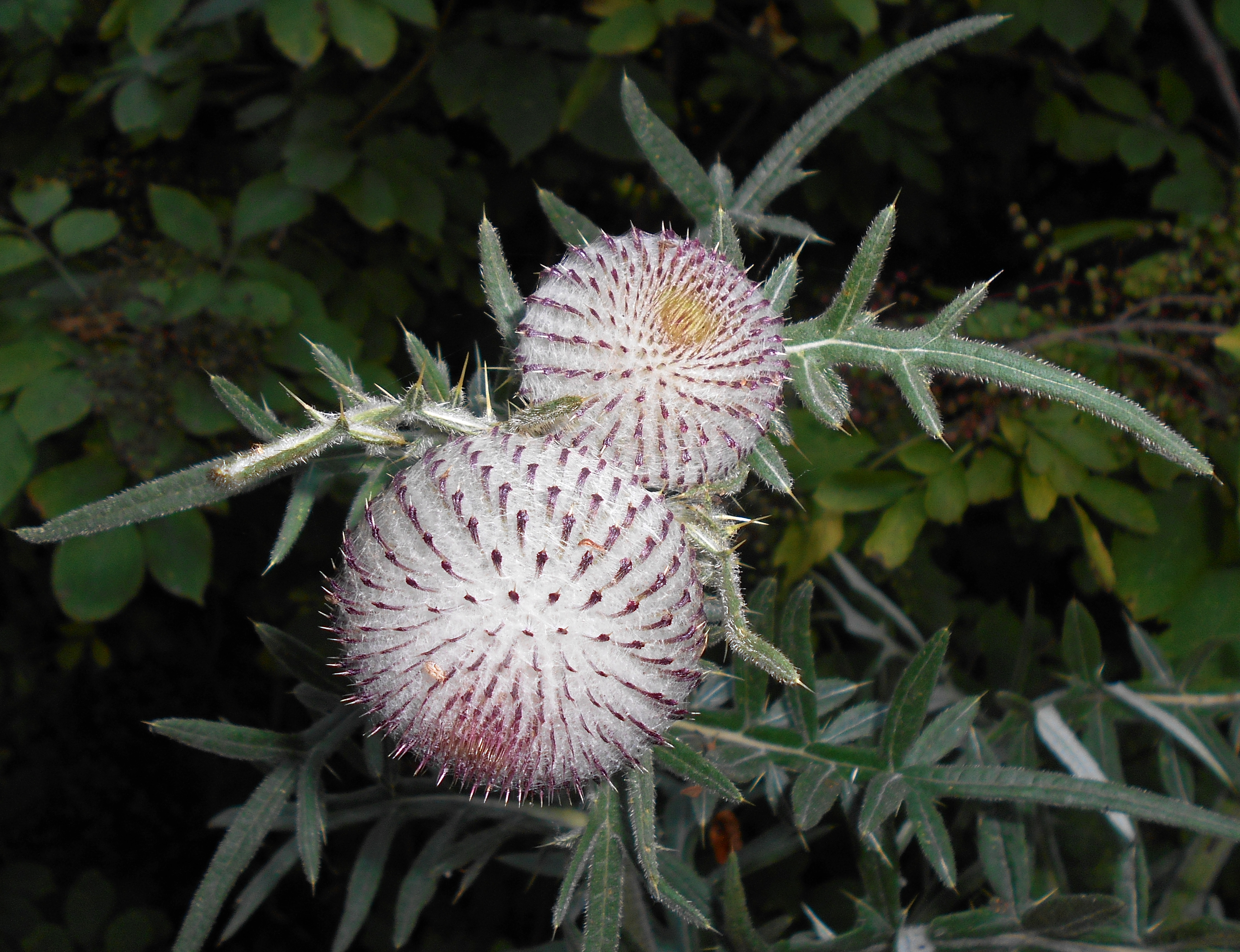
Корзинки

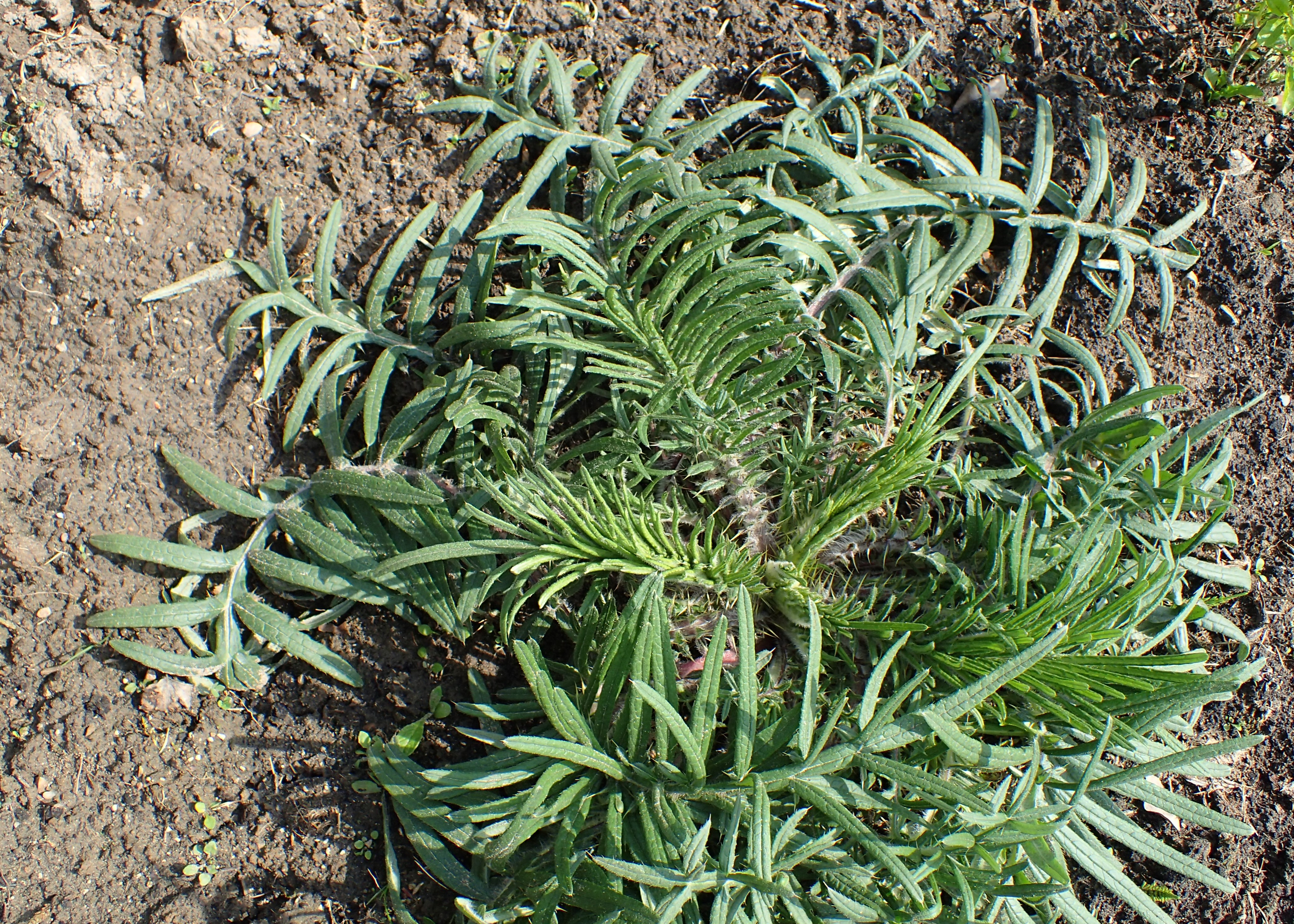
Розетка базальных листьев

Двухлетнее травянистое растение 50–200(250) см высотой. Корень длинный, плотный. Стебель бороздчатый, прямостоящий, вверху ветвистый, к верхушке облиственный. 
Листья перисто-раздельные, с линейно-ланцетными, часто раздвоенными долями, долями, оканчивающимися крепкими жёлтыми шипами. Нижняя поверхность листьев — опушённая, верхняя — густо усеяна шиповидными щетинками. У листьев очень толстая жилка.  
Цветки пурпурные или тёмно-фиолетовые, собраны в шаровидные корзинки диаметром 5–8 см, покрытые густыми серыми паутинистыми волосками. Корзинки вырастают из пазух нескольких листьев. Листья обёртки прямые, ланцетные, кверху расширяющиеся в форме лопаточки, по бокам очень густо покрыты щетинистыми шипами. Они представляют собой переходную форму между стеблевыми листьями и настоящими чешуйками влагалища под ними.
Плоды — семянка длиной 5–6 мм с паппусом длиной 22–32 мм. 
Число хромосом 2n = 34. 

## Распространение
Аборигенный вид для Юго-Восточной Европы: Беларусии, Центрально-, Восточно- и Южно-Европейской частей России, Чехии и Словакии, Польши, Румынии, Украины. В Крыму и не встречается. В настоящее время вид вымер в ранее зарегистрированных местах обитания на Люблинской возвышенности и в Словацких Бескидах. 
Рудеральное растение. Произрастает на степных и сухих каменистых склонах, на опушках лесов, в кустарниках и зарослях, в заброшенных карьерах и гравийных карьерах, а также на свежих оползнях вдоль рек.
Предпочитает плодородные аллювиальные почвы и гумусовые рендзины, но растёт и на неглубоких флишевых рендзинах.

## Систематика
Впервые вид был описан австро-венгерским ботаником Виктор Янкой в ботаническом журнале Linnaea в 1859 году. 
Согласно классификации, принятой в GBIF на 2025 год, вид Cirsium decussatum Janka (1860) перенесён в род Lophiolepis, который был выделен в 2022 году, и действительное название у него Lophiolepis decussata (Janka) Del Guacchio, Bures, Iamonico & P.Caputo, 2022. Но классификация, принятая на WFO Plant List на декабрь 2024 не признаёт этот пересмотр. 

### Синонимы
Согласно данным GBIF в синонимику вида Lophiolepis decussata (Janka) Del Guacchio, Bures, Iamonico & P.Caputo, 2022 входят следующие названия:
- ≡ Cirsium decussatum Jankabasionym
- = Cirsium eriophorum subsp. decussatum (Janka) Petr., 1912
- = Cirsium eriophorum subsp. polonicum Petr.
- = Cirsium eriophorum var. polonicum Petr.
- = Cirsium polonicum (Petr.) Iljin — бодяк польский

## Охранный статус
Растение включено в Красный список растений и грибов Польши (2006) в группу редких видов, потенциально находящихся под угрозой исчезновения (категория риска R). С 2014 года вид частично охраняется в Польше.
Основным фактором, способствовавшим сокращению численности этого вида в Европе, стало начало систематического выкашивания залежей, неиспользуемых лугов и пастбищ. Это стало прибыльным благодаря субсидиям ЕС. Вторым фактором, но менее важным, было сжигание травы и поедание или вытаптывание молодых растений животными. Это вид с особыми требованиями к среде обитания; он может расти только на вырубках, залежах и пастбищах, но их нельзя косить каждый год. Оптимальным решением было бы попеременное полосное скашивание с циклом не менее трёх лет (чтобы каждая полоса оставалась нескошенной не менее двух лет). В то же время в местах его распространения следует удалять молодые деревья, особенно по краям полей.